# أحلام الربيع (فلم)
أحلام الربيع  فيلم دراما رومانسي للمخرج حسن رمزي عام 1955 عن قصة برلنتي العشري  وكتب السيناريو والحوار المخرج رمزي والسيد زيادة. الفيلم من بطولة كمال الشناوي، مديحة يسري، زهرة العلا، فردوس محمد، كمال حسين وسليمان نجيب  في آخر أدواره السينمائية حيث توفي في 18 يناير 1955 عن عمر يناهز 56 سنة  وقبل 4 شهور من صدور الفيلم ومشاهدة العرض الأول.
صدر الفيلم إلى دور العرض المصرية في 23 مايو 1955. وهو من أفلام عيد الفطر 1374 هـ.
منح موقع قاعدة بيانات الأفلام العربية «السينما.كوم» الفيلم درجة 5.8/ 10.

## طاقم التمثيل
كمال الشناوي: في دور الدكتور أحمد (طبيب الأمراض النفسية)
مديحة يسري: في دور نبيلة شوكت (ابنة الثري شوكت)لا
زهرة العلا: في دور هدى شوكت (الشقيقة الصغرى لنبيلة)
سليمان نجيب: في دور الثري شوكت
فردوس محمد: في دور دادة بهيجة (مربية نبيلة وهدى)
كمال حسين: في دور رأفت (حبيب هدى)
ثريا حلمي: في دور ليلى (شقيقة رأفت)
محمد كامل: في دور بشير (كبير الخدم في بيت شوكت)
عباس رحمي: في دور الدكتور محمود (صديق شوكت)
ثريا فخري: في دور والدة الدكتور أحمد
إبراهيم عمارة: في دور الطبيب (أخصائي أمراض القلب)
سناء جميل: في دور العرافة
نادية جمال: في دور راقصة الاستعراض
خريستو كلاداكيس: في دور راقص الاستعراض

## موسيقى الفيلم
وضع موسيقى وألحان الغناء والرقصات الملحن حسن أبو زيد  وعازف الكمان والملحن عطية شرارة. غنت ثريا حلمي أغنية «أنا في انتظارك.. خليت ناري في ضلوعي».

## أحداث الفيلم
يعيش الثري شوكت (سليمان نجيب)، بعد وفاة زوجته أثناء ولادتها لطفلتها الثانية، في بيت كبير ومعه ابنته الكبيرة نبيلة (مديحة يسري)، والصغرى هدى (زهرة الغلا)، ومربيتهم (فردوس محمد)، وبشير (محمد كامل) كبير الخدم. تتمتع الشقيقة الصغرى هدى بعلاقة حب مع الشاب رأفت (كمال حسين) شقيق زميلتها وصديقتها ليلى (ثريا حلمي)، بينما تعيش الشقيقة الكبرى في انعزال عن المجتمع والناس، فهي تهتم بأهل البيت ومحتوياته ولا تعيش مثل باقي الفتيات في مرح ولهو والاهتمام بالموضة والموسيقى والرحلات وغيرها. تنزعج نبيلة من سقوط علبة بها بعض مقتنيات والدها وتبكي، ويسارع الوالد شوكت بصحبة صديقه المقرب الدكتور محمود (عباس رحمي) وبعد تهدئة نبيلة يهمس الدكتور محمود لصديقه شوكت بأن ابنته تحتاج إلى طبيب نفساني، ويقترح الدكتور الشاب أحمد (كمال الشناوي). يباشر الدكتور أحمد رعاية نبيلة نفسانياً، ويكتشف أنها أصيبت بعقدة نفسية عندما كانت تبلغ من العمر 7 سنوات، وأثناء ولادتها شقيقتها هدى، حيث ماتت الأم بعد مصاعب شديدة أثناء الوضع مما جعل الطفلة نبيلة تعتقد بأن الزواج والأمومة والولادة هي سبب عذاب وموت والدتها، وتنعزل عن المجتمع. تبدأ نبيلة في التخلص من عقدتها وتصبح محبة للحياة ومتعها بمساعدة الدكتور أحمد. تتطور علاقة أحمد بنبيلة ويبدأ في التنزه والسهر مع أسرتها وعند سفح جبل المقطم تأتي غجرية عرافة (سناء جميل) لتخبر نبيلة أن طبيبها هو حبيبها. يقرر أحمد خطبة نبيلة ويبلغ والدته (ثريا فخري) بذلك، ويخطط لطلب يدها من والدها الساعة السادسة ثم التوجه إلى المطار الساعة الثامنة للسفر إلى نيويورك لاستكمال دراساته، ولكنه يشعر بألم في صدره وتنزعج والدته من تكرار هذا الألم وتنصحه بزيارة طبيب قبل الذهاب لبيت نبيلة. يخبره طبيب القلب (أبراهيم عمارة) بعد الكشف عليه ومراجعة صورة الأشعة أنه مريض تأخرت حالته ولابد من البعد عن المجهود وخاصة الانفعال الجنسي وبالتالي لا يمكنه الزواج، ويخبره طبيب القلب لا يقترح الجراحة التي نسبة نجاحها 1% فقط. يذهب أحمد إلى بيت نبيلة ويخبرها بسفره وعدم تفكيره في الزواج. تعود هدى إلى بيتها باكية وتخبر نبيلة أن جبيبها رأفت طلب يدها من والدهم الذي رفض لضرورة زواج الشقيقة الأكبر أولاً، وتضطر نبيلة إلى الكذب وادعاء أن أحمد طلب منها الزواج بعد عودته من أمريكا ولم يتمكن من مقابلة. يصر شوكت على عدم تزويج هدى إلا بعد عودة أحمد وطلب يد نبيلة منه رسمياً. يرسل أحمد خطاب إلى شوكت تقوم نبيلة بفتحه وتكتشف أن الخطاب للسؤال عن أحوالهم والتمنيات بسعادتهم وعند عودته يجد مريضته نبيلة قد تزوجت من شاب تحبه ويحبها. تقوم نبيلة بوضع خطاب آخر في نفس المظروف بعد تحريره بيدها وفيه طلب من أحمد بالموافقة على زواجه من نبيلة. يطالع الأب الخطاب ويوافق على خطوبة هدى ورأفت فقط والانتظار شهرين لحين عودة أحمد لإتمام عقد قران بناته. يرسل أحمد بطاقة بريد يعلنهم بعودته بعد أيام ويقوم شوكت بالترتيبات وإرسال بطاقات لإقامة حفل زواج البنتين. يصل أحمد ويصارح نبيلة أنها أعاد فحص قلبه في أمريكا وأنه سليم ويطلب يدها وسط غناء وفرحة من في الحفلة.

## وصلات خارجية
- مقالات تستعمل روابط فنية بلا صلة مع ويكي بيانات
- أحلام الربيع على موقع الدهليز
- أحلام الربيع على موقع كاروهات

https://www.filmweb.pl/film/Ahlam+el+rabia-1955-576481 أحلام الربيع (فيلم)